# اکس‌وید
اکس‌وید (قبلا XviD) یک کتابخانه کدک بر اساس استاندارد MPEG-4 به خصوص MPEG-4 Part 2 Advanced Simple Profile یا (ASP) است.

## برنامه‌های رمزگذاری‌گننده
| سیستم‌عامل‌ها                          | نرم‌افزار                                       | دیدگاه                                                                 |
| ------------------------------------ | ---------------------------------------------- | ---------------------------------------------------------------------- |
| ویندوز                               | VirtualDub, DVDx, xvid encraw, AutoGK و غیره.  | و تمام نرم‌افزارهایی که رمزگذاری را از طریق چارچوب VfW پشتیبانی می‌کنند. |
| مک اواس ده، لینوکس، بی‌اس‌دی، و ویندوز | می‌جی‌اوآی، Transcode, Avidemux, وی‌ال‌سی، و غیره. | این سکوها یا چارچوب‌ها به‌طور مستقل از کتابخانه Xvid استفاده می‌کنند.     |